# IC 3700
IC 3700 је ознака објекта на координатама са ректансцензијом 12h 43m 19,8s и деклинацијом + 19° 15" 53'. Открио га је Макс Волф, 27. јануара 1904. Каснијим посматрањима на том положају није уочен никакав астрономски објекат.